# Puente de la Unidad Nacional
El Puente de la Unidad Nacional es un complejo vial que enlaza la ciudad de Guayaquil, Ecuador, con los cantones de Samborondón y Durán. El complejo vial consta de 4 puentes: dos sobre el río Daule (el Puente Rafael Mendoza Avilés y el Puente Carlos Pérez Peraso) y dos sobre el río Babahoyo y una vía que enlaza estos sobre el sector de La Puntilla.

## Historia

### Antecedentes
El proyecto de creación de un puente sobre el río Guayas era una necesidad vital para la ciudad de Guayaquil, a la cual se le hacía imperioso tener una vía de acceso más rápido a los demás cantones del Guayas y las provincias de la región interandina. El primer proyecto fue planteado en la administración de Camilo Ponce Enríquez en la presidencia de la República (período de 1956-1960), sin embargo, debido a diferencias ideológicas y de tinte regionalista, el proyecto quedó archivado.
Durante el gobierno interino de Clemente Yerovi Indaburu en 1966 se retomó la posibilidad de construir el puente. Yerovi tuvo el respaldo de varios sectores tanto comerciales e industriales, sobre todo del ameritado industrial porteño, señor Julio Soriano López, quien impulsó el progreso de esta urbe siendo director de las Cámaras de Agricultura, Industrias y Comercio, Presidente de la Comisión de Tránsito, Concejal de esta cantón y diputado por la provincia del Guayas; en conjunto con el Comité Cívico Pro-Construcción del Puente Sobre el Río Guayas, el cual ejercía presión para obtener del Estado la agilidad deseada para el cumplimiento de aquella obra. El comité fue formado por varios miembros del Guayaquil Yacht Club y fue presidido por el exalcalde de la ciudad, médico y catedrático Rafael Mendoza Avilés.
El Comité Cívico Pro-Construcción del Puente Sobre el Río Guayas, en conjunto con el Comité de Vialidad del Guayas y el gobierno nacional, colaboraron con el proceso de estudios y financiación, obteniendo por decreto presidencial 462 del 14 de junio de 1966 (Registro Oficial #56 del 16 de junio de 1966), la licitación de la obra, al declararse "Obra de Interés Nacional".

### Construcción e inauguración
El 13 de julio de 1966, el Comité de Vialidad del Guayas convocó a la licitación definitiva, la cual fue adjudicada en octubre del mismo año al Consorcio de Firmas Italianas Impregilo por un monto aproximado de $16 millones, significativamente inferior a los que se determinaron en 1964, en la fallida licitación que participaron la General Pacific Corporation y la Impresit. El 1 de noviembre, Yerovi firmó el decreto por medio del cual el gobierno daba la garantía que permitiría firmar el contrato de construcción de la obra, el cual no firmó en su período de mandato interino, sino bajo la presidencia de Otto Arosemena Gómez el 23 de marzo de 1967.
Bajo el quinto y último período de José María Velasco Ibarra en el poder, en julio de 1970, la construcción del puente finalizó. La obra vial ya estaba lista para su inauguración, sin embargo, Velasco Ibarra decidió extinguir el Comité de Viabilidad del Guayas por motivos políticos y sus funciones pasaron al Consejo Provincial de Guayas. El 25 de julio, una publicación en el diario El Telégrafo anunció la inauguración para el 27 de agosto de ese mismo año, sin embargo, volvió a aplazarse debido al período conflictivo en el que vivía el país al haberse Velasco declarado dictador.
El complejo vial quedó finalmente inaugurado el 9 de octubre de 1970 bajo el nombre de Puente de Unidad Nacional.

### Ampliación
El desarrollo comercial y turístico de la ciudad de Guayaquil ha estado en expansión constante, por lo cual se necesitaba la ampliación total o parcial de vías que den acceso a la urbe. En el 2002, bajo la presidencia de Gustavo Noboa, se firmó el decreto ejecutivo que daba paso a la ampliación del complejo vial con la construcción de un tercer puente paralelo al tramo Guayaquil-La Puntilla.
La obra tuvo un costo total de $ 80 079 621,51, el cual fue financiado en un 70% por la Corporación Nacional de Fomento y el 30% restante por el Ministerio de Economía al Ministerio de Obras Públicas. La construcción fue realizada por la compañía Andrade-Gutiérrez. El puente fue inaugurado el 5 de mayo de 2006, en ceremonia presidida por el primer mandatario Alfredo Palacio.
El cuarto puente fue construido durante la administración de Rafael Correa, produciendo mejoras con respecto al tráfico vehicular.